# Kūpapa
Kūpapa (in Neuseeland auch Queenites, abgeleitet von „Queen“ Victoria, loyalists oder the friendly natives) waren Māori, die in den Neuseelandkriegen des 19. Jahrhunderts auf britischer Seite kämpften. Die Motive dazu waren sehr unterschiedlich, ebenso der Grad, zu dem die man sich die britische Sache zu Eigen machte. Der Historiker James Belich unterschied in dieser Hinsicht drei Gruppen.

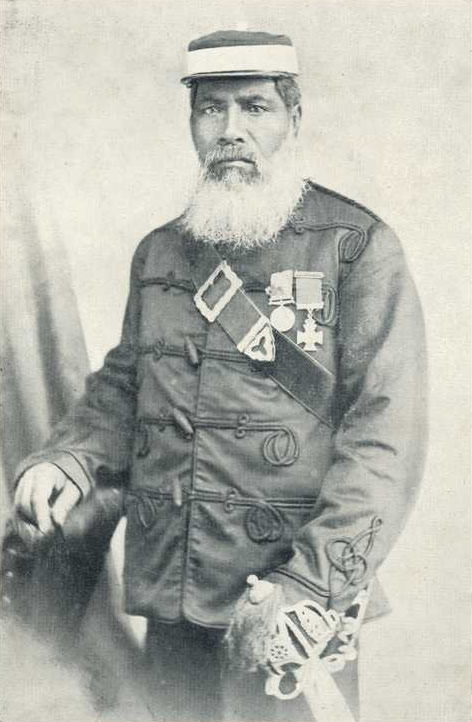
Häuptling der Ngāti Porou und kūpapa-Führer Major Ropata Wahawaha.

Ein Teil der kūpapa unterstützte die Briten in vollem Umfang. Darunter war der größte Stamm in Neuseeland, die Ngā Puhi. Diesem gehörten nach dem Demographen Ian Pool 1840 40 % aller Māori an. Dieser Stamm hielt im Hokinanga 1863 unter Häuptling Waka Nene eine Versammlung ab. Ziel war die Unterstützung der Regierung gegen die „Rebellen“. Waka Nene, ein starker Unterstützer von Gouverneur Grey war, bot diesem die Dienste der Ngā-Puhi-Krieger an. Grey lehnte jedoch ab.
Unter den Kūpapa war auch der größte Teil der Te Arawa von Rotorua und der Bay of Plenty, die mit ihren Māori-Nachbarn verfeindet waren und durch die Allianz mit der Regierung in der Isolation überleben wollten. Andere feste Unterstützer waren Gruppen von Kriegern, die mit Häuptlingen wie Ropata Wahawaha der Ngāti Porou und Te Keepa Te Rangihiwinui aus Whanganui verbunden waren, deren Macht im Stamm durch die Zusammenarbeit mit den Briten gewachsen war.
Eine zweite Kategorie umfasst Gruppen, die die Briten wegen eines bestimmten Grundes unterstützten, entweder um ihre wirtschaftlichen Aktivitäten mit den britischen Siedlern zu schützen oder um einen Vorteil gegen rivalisierende Stämme zu erlangen. Belich schreibt die Beteiligung von kūpapa in der Schlacht von Moutoa am 14. Mai 1864, bei der ein Überfall von Anhängern der neuen Religion Pai Mārire auf Whanganui abgewehrt wurde, der Verteidigung der wertvollen Handelsbeziehungen mit der Siedlung zu.
Eine dritte Gruppe von kūpapa unterstützte die Briten nur oberflächlich. Sie begleiteten Expeditionen der Kolonoiastreitkräfte, vermieden es jedoch, allzu viel zu kämpfen. Einigen Krieger in dieser Kategorie ging es eher um die Bezahlung. Krieger aus Whanganui, die in der Schlacht gegen Titokowaru während Titokowarus Krieg in den Jahren 1868/1869 kämpften, erhielten vier Schilling pro Tag.
Belich meint, die Briten hätten diesen unterschiedlichen Grad des Kommitments nicht wahrgenommen und hätten kūpapa regelmäßig des Verrats, der Feigheit, Trägheit und Inkompetenz bezichtigt. Die kūpapa seien oft gute Soldaten gewesen, besonders wenn die Unterstützung der Regierung ihnen erlaubte, eine größere Streitmacht aufzustellen und diese länger als ihre Feinde unter den Māori aufrechtzuerhalten. Er folgerte, dass – trotz des unterschiedlichen Kommitments – die kūpapa für die Siedler lebenswichtig waren, nachdem sich die britischen Truppen aus Neuseeland zurückgezogen hatten. Ohne sie wären die Militäroperationen der Kolonie von 186468 viel weniger erfolgreich gewesen. Die Kriege gegen Titokowaru und Te Kooti wären möglicherweise verloren worden.
Der Historiker Michael King sieht die kūpapa-Māori als Nutznießer der Māori-Landkriege. Ihr Land und ihre Ressourcen blieben weitgehend unzerstört, sie wurden von der Regierung wohlwollend behandelt, erhielten zeremonielle Schwerter und Denkmäler für bedeutende Gefallene und wurden auch in einigen politischen Fragen konsultiert.
Der Begriff wurde in der modernen Sprache auch in negativem Sinn für Māori verwendet, die man in Konflikten mit der Regierung auf der Seite der Pākehā oder der Regierung sieht und die daher nach eigener Ansicht gegen die Interessen der Māori handeln.